# يونيس لام
يونيس لام (بالصينية: 林燕妮) هي كاتِبة صينية، ولدت في 31 يناير 1943 في هونغ كونغ في الصين، وتوفيت في 3 يونيو 2018 في مصحة ومستشفى هونغ كونغ ‏ في الصين بسبب سرطان الرئة.